# Line Rider
Line Rider ist ein Flash-Spiel, das im September 2006 von dem slowenischen Studenten Boštjan Čadež entwickelt wurde.

## Spielprinzip
Mit einer Art Online-Flash-Tool werden Bahnen erstellt. Der Benutzer zeichnet Bahnen auf den Bildschirm, auf denen dann ein Mann (Linerider) mit einem Schlitten entlang fährt. Da der Schlitten nur auf Linien fährt, die von links nach rechts gezogen wurden und sich durch die anderen ungehindert bewegt, muss der Spieler komplexe Bilder konstruieren, durch die sich die Fahrt zieht. Der Sinn des Spiels ist, dass der Linerider auf dem Schlitten bleibt. Inzwischen geht es den meisten Spielern allerdings darum, schöne Hintergründe zu zeichnen, und den Linerider in Wheelies zu halten (indem er durch Beschleunigen und Bremsen in Balance gehalten wird). Auch „Bugs“, in denen der Linerider von einer Linie angezogen wird (Gravity Well), werden bewusst als Trick eingesetzt. Durch den Hintergrund entstehen dann Strecken mit mehreren tausend Linien, die oft als Video veröffentlicht werden.
Es wurden auch einige Fanseiten, bzw. Foren erstellt, die zum Austausch verschiedener Informationen zum Thema Line Rider dienen sowie dem Austausch der .sol Dateien, die die Strecken auf dem Computer speichern. So können mehrere Spieler an einer Strecke spielen.
Die Schwierigkeit beim Gestalten einer Bahn liegt darin, dass der Linerider eine sehr gut umgesetzte Physik-Engine besitzt, die es nicht erlaubt, Überkopffahrten ohne Zentrifugalkraft oder ähnliches zu entwerfen. Auch ein zu starker Anstieg des Geländes bei zu hohem Tempo lässt den Linerider (Bosh) stürzen.
Mittlerweile gibt es zahlreiche Beta-Testversionen, in denen es neue Features gibt.
Im November 2010 ist die Version 6.8 angekündigt worden, in der es einen Live-Multiplayer und ein verbessertes Interface geben soll.

## Werkzeuge
Der Curvemaker ist ein Tool, mit dem man perfekte Kurven zeichnen kann. Es handelt sich um ein Programm, bei dem man nur den Ort und Winkel der Kurve und die Anzahl der Linien vorgeben muss. Damit sind fast keine Unebenheiten mehr vorhanden, sodass der Linerider bei fast unbegrenzter Geschwindigkeit umgelenkt und abgefangen werden kann.
Es gibt aber auch andere Tools wie z. B. den Circlemaker für perfekte Kreise oder das Spiraltool für perfekte Spiralen.

## Entwicklungsgeschichte
Nachdem es am 23. September 2006 erstmals auf deviantART veröffentlicht wurde, entstand innerhalb kürzester Zeit ein Internet-Phänomen daraus. Am Ende der Woche des 16. Oktobers war Line Rider eines der am schnellsten wachsenden Stichwörter bei Google (Platz 7).
Im März 2007 wurde das Spiel auf der Game Developers Conference neben Ōkami und Wii Sports mit einem der Game Developers Choice Awards für Innovation ausgezeichnet. 2011 wurde Linerider als stilistisches Element in dem Film Womb verwendet.
Artikel über Line Rider wurden auf zahlreichen Internetseiten wie der des Time-Magazins veröffentlicht. InXile Entertainment erwarb die Rechte für Spielkonsolen-Umsetzungen und brachte eine kostenpflichtige Version für Handhelds und Symbian- und Java-fähigen Mobiltelefone heraus (Line Rider Mobile). Auch das iPhone und der iPod Touch werden unterstützt. Daneben entwickelte das Unternehmen unter dem Titel Line Rider 2: Unbound Versionen für Nintendo DS und Wii erschienen.
Inzwischen gibt es die Nachfolgespiele Free Rider und Free Rider 2. 